# Engelbert Klüpfel

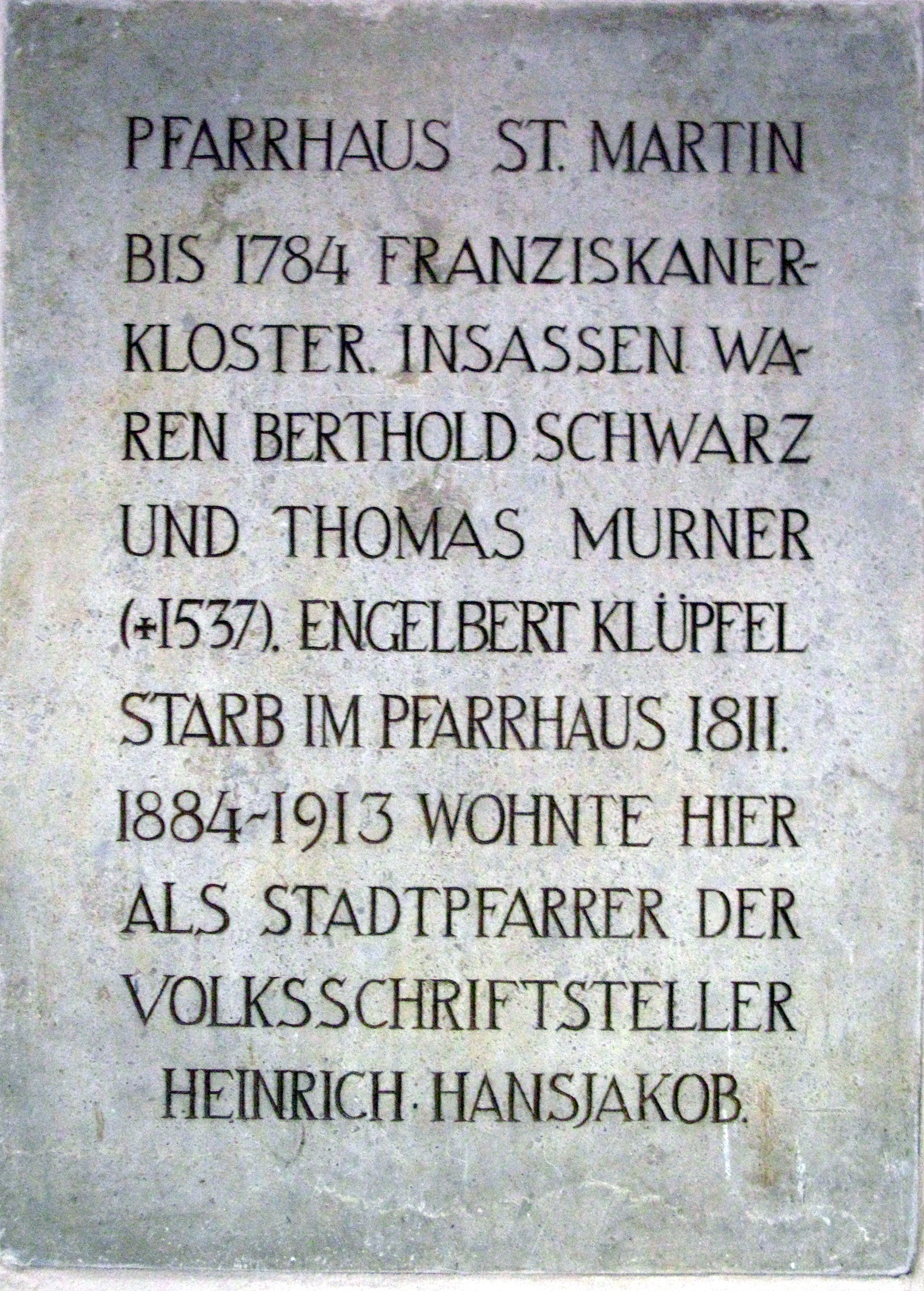
Inschrift im Kreuzgang von St. Martin in Freiburg-Altstadt

Engelbert Klüpfel, OESA (* 18. Januar 1733 in Wipfeld bei Schweinfurt; † 8. Juli 1811 in Freiburg im Breisgau; gebürtig Johann Andreas Klüpfel) war ein deutscher katholischer Theologe.

## Leben und Werk
Engelbert Klüpfel studierte in Freiburg im Üechtland, Erfurt, Freiburg im Breisgau und Konstanz. Er trat der Ordensgemeinschaft der Augustiner-Eremiten (OESA) bei, die Ordensprofess erfolgte 1751. 1756 empfing er die Priesterweihe. Klüpfel war zunächst als Lehrer an den Ordensschulen der Augustiner in Münnerstadt (1759–63), Oberndorf am Neckar (1763–65), Mainz (1765–66) und Konstanz (1766–67) tätig. 1767 wurde er mit dem Thema De statu naturae purae zum Doktor der Theologie promoviert und zum Professor an der Universität Freiburg im Breisgau ernannt, zunächst für Dogmatik, ab 1785 auch für Apologetik. 1805 wurde er emeritiert.
Klüpfel galt als einer der wichtigen Theologen im Zeitalter der Aufklärung. Sein wichtigstes Werk war das zweibändige Lehrbuch der Dogmatik Institutiones theologiae dogmaticae (1789). Er war Herausgeber der Nova Bibliotheca Ecclesiastica Friburgensis (7 Bände, 1775–90).
Das Literaturhaus Wipfeld beherbergt eine Dauerausstellung und präsentiert mittels Audiostationen Auszüge aus seinem Werk.